# Going Medieval
Going Medieval — ролевая компьютерная игра в средневековом сеттинге  в жанре симулятора строительства и управления, разработанная независимой сербской студией Foxy Voxel и изданная британской компанией The Irregular Corporation. Игра разрабатывается с конца 2018 года, 1 июня 2021 года была добавлена в Steam и Epic Games в статусе раннего доступа. Издаётся на 11 языках: английский, китайский упрощённый, французский, немецкий, японский, португальский, русский, испанский, корейский, польский, турецкий.
Действие Going Medieval происходит на территории опустошенных чумой Британских островов. Игра осуществляется в условиях процедурно генерируемой карты и заключается в строительстве необходимых для выживания объектов и управлении поселением героев с разнообразными характеристиками. На сюжет влияют случайные события: нападения врагов, визиты торговцев, смена времён года, погодные явления. Цель игры состоит в том, чтобы построить в предоставленных условиях колонию и выживать как можно дольше, обороняясь от набегов грабителей и соседских поселений.

## Игровой процесс
Going Medieval содержит множество механик, делающих её похожей на RimWorld, но является самостоятельным и достаточно оригинальным проектом, благодаря значительной разнице в сеттинге (средневековый, а не научно-фантастический) и графике (3D, а не 2D). Каждая игровая сессия отличается от другой, благодаря широким возможностям настройки игры и случайным событиям.

#### Настройка сессии
Перед началом игры Going Medieval предлагает выбрать режим игры из трёх вариантов «Стандартный», «Мирный» и «Выживание», которые влияют на частоту набегов грабителей, вероятность стихийных бедствий и взаимосвязь событий с уровнем развития поселения. Каждый из режимов предоставляет на выбор шесть уровней сложности от «очень легко» до «очень сложно» и «пользовательского», позволяющего настроить множители масштабности событий, ранений, добычи, а также скорость игры и занятий в ней, и другое.
На следующем этапе требуется определить начальные условия, которые включают в себя определение времени года, ресурсов, экипировки, питомцев и ограничения для поселенцев. В режиме «Новая жизнь» игра начнётся с трёх участников, в «Волк-одиночка» с одного, а при выборе варианта «Добавить новый» можно запустить игру с полностью настраиваемыми характеристиками и с количеством героев до десяти.
Стадия «Сценарий» при подготовке к игре позволяет дать наименование поселению, выбрать герб, определиться с размером карты (малый, средний или большой) и выбрать ландшафт с типами местности «Долина» или «Косогор», от выбора зависит количество природных ресурсов и климат. Как и во многих других пунктах настройки, здесь можно использовать «Случайный выбор».
Предпоследний пункт настройки «Поселенцы» позволяет выбрать первых героев поселения. Каждый из них может обладать в разной степени навыками:
- Ближний бой
- Ботаника
- Горное дело
- Животноводство
- Интеллект
- Красноречие
- Кузнечное дело
- Кулинарное дело
- Медицина
- Меткость
- Портняжное дело
- Столярное дело
- Строительство

Список расширяется с добавлением в игру обновлений.
Героям можно настроить имена, возраст, вес, рост, особенности и прошлое. Все эти параметры оказывают влияние во время игры, делая поселенцев полезнее в быту или на войне, добавляя сложности их характерам. В игре присутствуют религиозные культы: «Братство дуба» и «Церковь воздаяния»; приверженность к религии имеет несколько ступеней и может быть настроена для первых поселенцев до начала игры, а в процессе игры изменяться в соответствии с обстоятельствами.
Подготовка к игровой сессии завершается сводкой информации, образующейся из художественно описанных выбранных элементов настройки.
Доступно обучение, которое можно включить или отключить.

#### Геймплей
Поселенцы оказываются на выбранном участке карты с начальными ресурсами и экипировкой. Для развития им необходимо построить дом, добывать пропитание и заниматься исследованием, чтобы открывать новые технологии.
Карта представляет собой квадрат, состоящий из клеток земли. Слоя земли и строительные элементы позволяют возводить многоуровневые постройки, в том числе с подвальными помещениями. Уровни постройки обладают разными характеристиками температуры, поэтому для сохранения пищи поселенцы вынуждены создавать погреба. Грибы и ягоды растут самостоятельно и могут свободно добываться поселенцами (кроме зимы), но обычно этого недостаточно для пропитания, поэтому предполагается, что жители займутся охотой и ведением огорода.
Большинство профессий не требует инструментов, кроме охоты, для неё требуется дальнобойное оружие. Многим профессиям требуется оборудование: специальные столы или печи. Для хранения ресурсов предусмотрены настраиваемые склады, полки и вешалки.
Настроение поселенцев и их трудоспособность зависит от здоровья и удовлетворённости условиями жизни и работы. В тяжёлых условиях поселенцы могут устраивать бунт и не подчиняться указаниям игрока, или умирать.
Одним из случайных событий является появление новых поселенцев. Обычно это могут быть здоровые персонажи, желающие присоединиться к вашей компании, или раненые герои, бегущие от своих врагов, игрок делает выбор принимать новых жильцов или нет. Со временем поселение увеличивается, но официальной информации по возможному пределу населения нет, предполагается, что жильцов может быть около двадцати.
Если принять в поселение героя, которого разыскивают его враги, за ним через некоторое время придут, и у игрока появится выбор: выдать нового жильца или воевать за него.
Поверженные противники остаются на земле, их доспехи или оружие можно забрать, а тела похоронить, сжечь или использовать в пищу. Помимо этого, случайные противники могут нападать на поселение с выбранной в настройках игры частотой. И сам игрок может нападать на караваны торговцев, которые пребывают для обмена товарами. Прокачав необходимые технологии и установив постройки, игрок сам может собирать караваны и направлять поселенцев в соседние регионы.

#### Цель игры
В Going Medieval нет запланированного финала игры, но со временем количество поселенцев перестаёт увеличиваться, а вражеские отряды становятся сильнее. Цель игры продержаться как можно дольше.
Некоторые критики указывают на недостаточность контента, именно в связи с отсутствующей явной целью в поздней стадии игры. Однако проект находится в стадии раннего доступа, и регулярно обновляется, поэтому в этом вопросе рано ставить точку.

## Разработка и выпуск
Студия Foxy Voxel начала разработку Going Medieval в конце 2018 года. Благодаря сотрудничеству с британской компанией The Irregular Corporation, с июня 2021 года игра была добавлена в Steam, Epic Games и GOG.com.
По данным на июль 2023 года Going Medieval получает в среднем одно обновление в месяц. Дата релиза игры не объявлена.

## Награды и оценки
28 августа 2020 года проект Going Medieval стал финалистом конкурса EuroPlay Games Contest 2020.
Сразу после появления в Steam 1 июня 2021 года Going Medieval возглавил рейтинг продаж.
В июле 2023 года одновременный онлайн в игре через Steam составляет около 1550 пользователей, пользователи платформы оставили 13438 отзывов, 89% (11 960) из них положительные.
Пресса отмечает, что для игры в раннем доступе и в этом жанре, вышедшей более двух лет назад, показатели очень хорошие.